# المدرسة الغزانية (بغداد)
المدرسة الغزانية أو المدرسة الغازانية مدرسة تاريخية في بغداد يعود تأسيسها إلى عهد المغول. بناها خواجة رشيد الدين أبو الفضائل فضل الله بن أبي الخير بن عالي الهمذاني، الطبيب الحكيم الوزير. كانت تقع بالجانب الشرقي، وتحديدًا بباب الظفرية. وقد سُميت نسبةً إلى  السلطان محمود غازان الأيلخاني، المتوفى عام 1304. إلا أنها لم تعد موجودة اليوم.